# Going to Meet the Man
Going to Meet the Man, publicado em 1965, é uma coleção de oito contos do escritor americano James Baldwin. O livro, dedicado "a Beauford Delaney", aborda muitos tópicos relacionados ao racismo anti-negro na sociedade americana, bem como às relações afro-americanas-judaicas, infância, processo criativo, justiça criminal, dependência de drogas, relacionamentos familiares, linchamento, sexualidade e supremacia branca.

## "The Rockpile"
Embora Roy e John estejam proibidos de brincar no Rockpile como os outros meninos da vizinhança fazem, Roy decide ir mesmo assim, pedindo a John para não contar a ninguém, pois ele volta em breve. Lá ele se envolve em uma briga e se machuca, começa a sangrar. Ele é trazido de volta para casa e, quando o pai chega, ele tenta culpar a mulher e John por deixarem Roy ir para lá. Ele favorece Roy porque ele é seu filho biológico, enquanto John, seu enteado, serve como bode expiatório.
Os temas da história incluem sentimentos de alienação e negligência. A história também aborda tópicos como garotos imprudentes, amor familiar, favoritismo, dominância e abuso.[carece de fontes?]

### Personagens
Os personagens são os mesmos do romance anterior de Baldwin, Go Tell It on the Mountain.
- Elizabeth, a mãe.
- Gabriel, o pai, que é pregador.
- Roy, filho de Elizabeth e Gabriel, que se machuca na pilha de pedras.
- João, filho ilegítimo mais velho de Isabel, nascido fora do casamento.
- Dalila, filha de Isabel e Gabriel.
- Paulo, filho de Isabel e Gabriel.
- Irmã McCandless
- Richard, um garoto que se afogou no Rio Bronx.
- Tia Florence, irmã de Gabriel, que mora no Bronx.

## "The Outing"
No dia 4 de julho, os paroquianos farão um passeio religioso que, este ano, será um passeio de barco pelo Rio Hudson até Bear Mountain.
Johnnie e Roy são irmãos que vão fazer um passeio religioso em um barco com sua igreja. O pai de Johnnie, Gabriel, diz para ele ser bom, e Johnnie responde que não precisa repreendê-lo. Johnnie e Gabriel começam uma briga verbal, e Johnnie fica visivelmente irritado. Johnnie tem um momento a sós com seu melhor amigo, David. Eles se abraçam e Johnnie diz a David que o ama. Todos no barco estão falando sobre pecado e salvação. Em seguida, há uma cerimônia religiosa no barco, com uma digressão irônica sobre a Bíblia baseada no simbolismo branco. Mais tarde, os meninos estão esperando que sua amiga Sylvia fique sozinha, pois eles trouxeram um presente para ela. Johnnie deixa David e Roy sozinhos por um tempo. Quando Johnnie se junta a David e Roy na beira do rio, é hora de eles irem embora. David está com Sylvia, Roy está com outra garota e Johnnie está sozinho.
Os principais temas da história incluem adolescência e puberdade, bem como fé religiosa na comunidade afro-americana.[carece de fontes?]

### Personagens
- Gabriel Grimes, padrasto de Johnnie
- Padre James
- Joãozinho
- Lois, irmã de nove anos de Johnnie.
- Roy, filho de Gabriel.
- Sra. Jackson, mãe de David e Lorraine.
- David Jackson, amigo de John e Roy
- Lorraine, irmã mais velha de David.
- Irmã McCandless
- Sílvia
- Irmã Daniels, mãe de Sylvia.
- Irmão Eliseu
- Reverendo Peters
- A mãe anônima de Johnnie

## "The Man Child"
Em um ambiente rural, o jovem Eric vive em uma grande fazenda com seus pais, que são amigos de Jamie, um fazendeiro que perdeu sua fazenda para o pai de Eric. Os pais de Eric estão comemorando seu aniversário com Jamie.
É o trigésimo quarto aniversário de Jamie, e ele está na casa dos pais de Eric para comemorar. O pai de Eric o repreende por estar sozinho, sem esposa ou filhos, apenas um cachorro e sua mãe. Então Eric e seu pai saem para uma caminhada, durante a qual Eric descobre que todas as terras ao seu redor são suas, graças à autodisciplina de seu pai e à transmissão de terras de geração em geração. Jamie, por outro lado, perdeu sua terra, e a terra do pai de Eric ficou ainda maior porque ele comprou a de Jamie. De volta à casa, Jamie apaga as velas.
Mais tarde, depois que a mãe de Eric sofreu um aborto espontâneo, Eric vai lavar as mãos na bomba externa e encontra Jamie. Este último o leva para um celeiro e o estrangula, enquanto sua mãe está na cozinha. Jamie vai embora com seu cachorro.
Os temas da história incluem relacionamentos pai-filho; transferência geracional de propriedade; masculinidade branca; paternidade branca; mentalidade de fronteira; ciúme; e solidão.[carece de fontes?]

### Personagens
- Eric: 8 anos, loiro.
- Pai: 32 anos.
- Mãe: grávida
- Sophie: a futura irmã mais nova de Eric, enterrada no pátio da igreja
- Jamie: Vizinho de 34 anos que vai ao The Rafters, um bar local, com o pai de Eric todas as noites. Sua esposa o deixou. O pai de Eric comprou sua fazenda falida.

## "Previous Condition" (1948)
Peter, um ator, está vivendo secretamente em um bairro branco em Nova York.
De volta de Chicago, onde trabalhava, Peter agora está na cidade de Nova York. Seu amigo Jules o deixa ficar em um quarto que ele está alugando em um bairro branco; apesar de se esconder, Peter acaba sendo descoberto pelos outros vizinhos e pela senhoria. Ela o despeja, e ele volta para a casa de Jules, que diz que o deixará ficar em sua casa. Jules e Peter se envolvem em uma longa discussão filosófica sobre a natureza da negritude e do judaísmo na América. Mais tarde, ele vai jantar com sua amiga Ida, que sugere processar a senhoria, mas ele prefere não fazê-lo. Ele então sai, pega o metrô e vai até um bar negro onde compra uma bebida para duas mulheres.
Racismo e vida afro-americana são os principais temas desta história.[carece de fontes?]

### Personagens
- Pedro, o protagonista. Ele é um homem negro e baixo. Ele recebeu o nome em homenagem ao pai. Ele trabalha como ator em peças de teatro.
- Jules Weissman, um garoto judeu que encontra o quarto em Nova York para o protagonista.
- Ida, uma garota branca de ascendência irlandesa, de Boston. Ela se casou com um dançarino de balé gay por dinheiro.
- a senhoria
- o casal branco no metrô
- as duas moças no bar do Harlem